# Nuno Damaso
Nuno Damaso (17 de enero de 1965) es un deportista suizo que compitió en taekwondo. Ganó una medalla de bronce en el Campeonato Mundial de Taekwondo de 1987 y dos medallas en el Campeonato Europeo de Taekwondo: plata en 1988 y bronce en 1984.

## Palmarés internacional
| Campeonato Mundial | Campeonato Mundial | Campeonato Mundial | Campeonato Mundial |
| Año                | Lugar              | Medalla            | Categoría          |
| ------------------ | ------------------ | ------------------ | ------------------ |
| 1987               | Barcelona (España) | Medalla de bronce  | –58 kg             |
| Campeonato Europeo |                    |                    |                    |
| Año                | Lugar              | Medalla            | Categoría          |
| 1984               | Stuttgart (RFA)    | Medalla de bronce  | –60 kg             |
| 1988               | Ankara (Turquía)   | Medalla de plata   | –58 kg             |